# Codi ATC A02
El  codi ATC A02, descrit com Agents per al tractament d'alteracions causades per àcids, és una subgrup terapèutic de l'Anatomical, Therapeutic, Chemical Classification System (ATC). La classificació ATC és un sistema de codis alfanumèric desenvolupat per l'Organització Mundial de la Salut (OMS) per als fàrmacs i altres productes sanitaris. El subgrup A02 és part del grup anatòmic A Sistema digestiu i metabolisme.

Els codis per a ús veterinari (codis ATCvet) poden han estat creats afegint la lletra Q davant dels codis ATC humans: QA02... 
Les adaptacions estatals de la classificació ATC poden incloure codis addicionals no presents en aquesta llista, que segueix la versió de l'OMS.

## A02AAntiàcids
A02A A Composts de magnesi
A02A B Composts d'alumini
A02A C Composts de calci
A02A D Combinacions i complexos de compost d'alumini, calci i magnesi
A02A F Antiàcids amb carminatius
A02A G Antiàcids amb antiespasmòdics
A02A H Antiàcids amb hidrogencarbonat de sodi
A02A X Altres combinacions amb antiàcids

## A02B Agents contra l'úlcera pèpticai elreflux gastroesofàgic (RGE)
A02B A Antagonistes del receptor H2
A02B B Prostaglandines
A02B C Inhibidors de la bomba de protons
A02B D Combinacions per a l'erradicació de l'Helicobacter pylori
A02B X Altres agents contra l'úlcera pèptica i el reflux gastroesofàgic (RGE)